# Бура (Казахстан)
Бура́ (каз. Бура) — село у складі Балхаського району Алматинської області Казахстану. Входить до складу Берекенського сільського округу.
Населення — 490 осіб (2021; 603 у 2009, 569 у 1999, 565 у 1989).